# 池田輝知

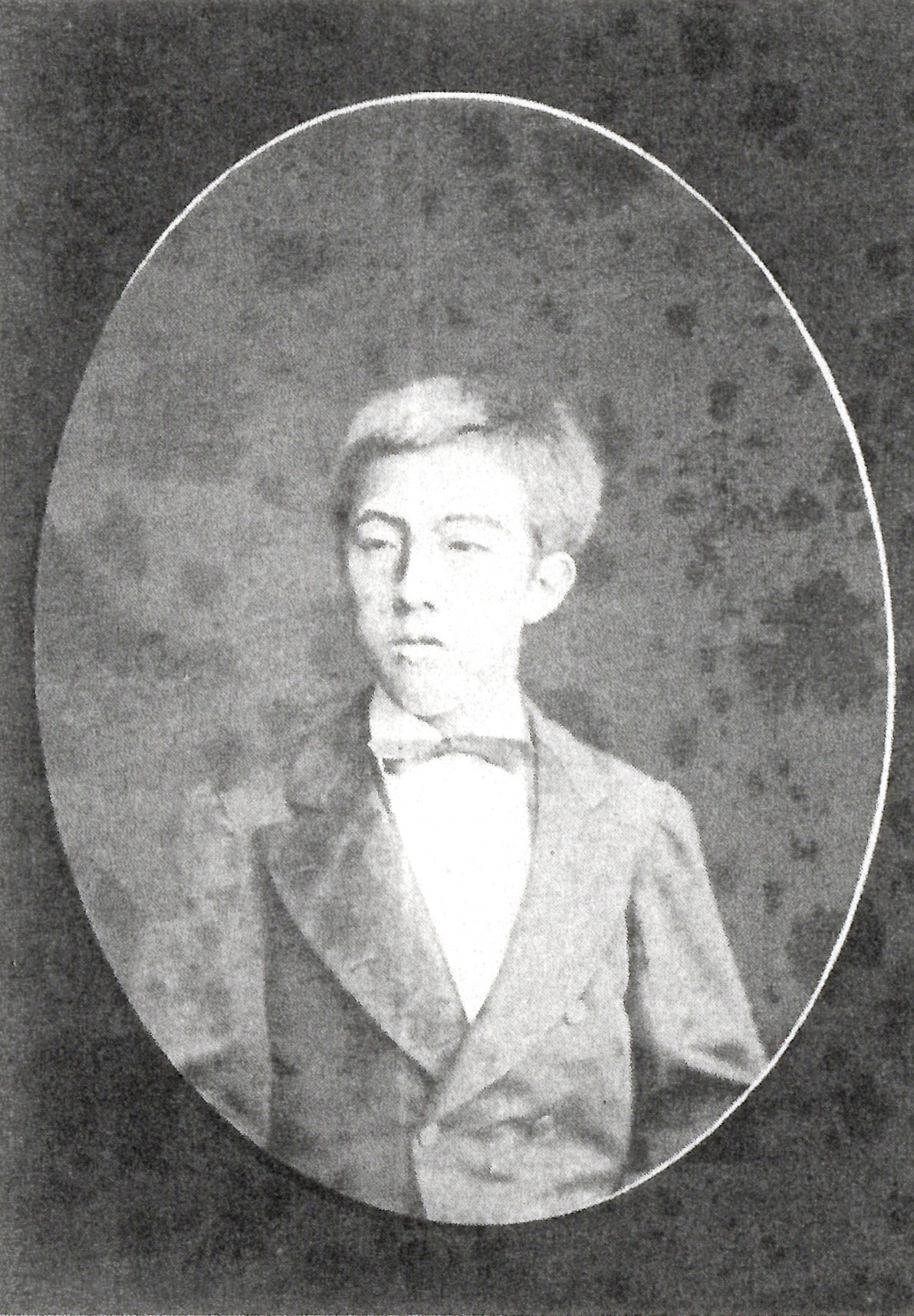
池田輝知

池田 輝知（いけだ てるとも、万延元年12月21日（1861年1月31日） - 明治23年（1890年）4月30日）は、因州池田家第15代当主。最後の藩主池田慶徳の次男。妻は鍋島直正の娘・幸子。子は亨子（二女、池田仲博正室）、嚴子（三女、南部利淳正室）。

## 略歴
明治8年（1875年）5月27日、父・慶徳の隠居により家督を継ぎ、13代当主となる。岸本辰雄（旧鳥取藩士）らが創設した明治法律学校の後援者となる。明治17年（1884年）7月、華族令により侯爵を授与された。同年司法省法学校を卒業。
明治23年（1890年）に死去した。30歳。男子がなかったため、叔父にあたる徳川慶喜（15代将軍）の五男・池田仲博（輝知の従弟）を婿養子に迎え、跡を継がせた。
墓所は鳥取県鳥取市立川町の大雲院にあり、神号は池田輝知命という。

## 栄典
- 1884年（明治17年）7月7日 - 侯爵[4]